# أوديسا الفضاء
اوديسا الفضاء رواية خيال علمي من تأليف ارثر سي كلارك و تعد من أشهر مؤلفاته و من أفضل روايات الخيال العلمي على الإطلاق ، صورت عام 2001 لفيلم حطم الأرقام القاسية في شباك التذاكر .